# Dylnead
Dylnead (Dil Na'od, lub Del Na'ad) – ostatni władca Królestwa Aksum. Żył w IX bądź w X wieku, zanim w Etiopii do władzy doszła dynastia Zague.
Dylnead był młodszym synem Degnażena (Degna Djan) i odziedziczył tron po swoim starszym bracie Anbesie Uyddymie. Dylnead przeprowadził dwie kampanie wojenne na Wyżynie Abisyńskiej, na południe od miasta Aksum i wysłał dwie misje chrystianizacyjne do tego regionu. Pomógł również wybudować kościół Debre Igziabher nad jeziorem Hajk. Według brytyjskiego orientalisty Wallisa Budge, rządy Dylneada były krótkie i trwały około dziesięciu lat. Według powszechnej tradycji Dylnead został obalony przez dowódcę swoich wojsk, Mara Tekle Hajmanota, który wcześniej miał poślubić jego córkę o imieniu Masaba Warku. Szkocki podróżnik James Bruce w czasie swojego pobytu w Etiopii odnotował jeszcze inną tradycję, według której król był dzieckiem, gdy legendarna królowa odpowiedzialna za upadek Aksum – Gudit, wymordowała książąt uwięzionych na górze Debre Damo. Wymordowani książęta mieli być krewnymi Dylneada. Gudit według tradycji ustnej, miała zmusić część dostojników króla do wywiezienia go poza granice królestwa, co miało ocalić mu życie. Dylnead miał znaleźć schronienie w prowincji Szeua, a na północy rządy objął wspomniany wcześniej Mara Takla Hajmanot (według Jamesa Bruce'a kuzyn Gudit, który stał się jej następcą), urodzony w prowincji Lasta. Takla Hajmanot zapoczątkował nową dynastię – Zagwe.